# Keesing Technologies
Keesing Technologies is een Nederlands technologiebedrijf dat producten en diensten levert voor de authenticatie van identiteitsbewijzen en bankbiljetten. Het bedrijf is gevestigd in Amsterdam en is een dochteronderneming van de Franse IN Groupe. Jan Lindeman is sinds 2021 de directeur van het bedrijf.

## Oprichting
Keesing Technologies werd in 1911 opgericht door Isaac Keesing jr. onder de naam Systemen Keesing. Het bedrijf begon als uitgeverij, en bood onder meer toegang tot Keesings Financieel Archief, dat via een innovatief kaartensysteem toegankelijk en doorzoekbaar was gemaakt. Na het financieel archief volgden titels als Jong Nederland (1916-1932), Keesings Medisch Archief (1930-1985), Keesings Historisch Archief (1931-2013) en puzzelboeken onder de naam Denksport (vanaf 1930). Het bedrijf had kantoren in Brussel, Londen en Parijs.

## Contrefaçons et Falsifications
Met de publicatie Contrefaçons et Falsifications zette Keesing zijn eerste stappen op het gebied van fraudedetectie. In 1923 werd Isaac Keesing benaderd door Karel Henri Broekhoff, die verantwoordelijk was voor het opsporen van vervalsingen bij de De Nederlandsche Bank, om een periodiek bulletin te publiceren met informatie voor wisselkantoren, banken en politie die zich bezighielden met vals geld en cheques. Het blad Contrefaçons et Falsifications bestond uit twee delen: een eerste deel met vervalsingen, en ter referentie een tweede deel met een groot deel van alle authentieke bankbiljetten en munten die wereldwijd in omloop waren (in 1969 besloeg het 158 landen). Na de Franc-affaire in 1925, toen in Den Haag valse bankbiljetten werden ontdekt, zag de Nederlandse overheid de noodzaak in van een Nederlandstalige versie van de publicatie. De eerste Nederlandstalige versie van Contrefaçons et Falsifications werd in april 1926 gepubliceerd. 

## Samenwerking met Interpol
De redactie van Contrefaçons et Falsifications was gevestigd in Parijs en bestond uit Interpol-functionarissen. Het ontwerp, het drukken en de exploitatie werden georganiseerd vanuit Keesings kantoor in Amsterdam. Ook na de dood van Isaac Keesing in 1966 behield Contrefaçons et Falsifications de “hoogste prioriteit binnen het bedrijf". Leo Keesing, de zoon en opvolger van Isaac, zei daarover: “Als we een bericht uit Parijs krijgen, zetten we de persen stil en houden we alles vast.”
Keesing nam dankzij de exclusieve samenwerking met Interpol een bijzondere positie in. Keesing was naar eigen zeggen een “onmisbare schakel in de keten die autoriteiten hielp bij de bestrijding van valsemunterij”. In 1986 werd Contrefaçons et Falsifications gepubliceerd in het Engels, Frans, Duits, Spaans en Arabisch, en had het een oplage van 15.000 exemplaren in 150 landen.

## Identiteitsverificatie
In de jaren 80 werd Isaacs kleinzoon Simon Keesing, die eerder werkte op de afdeling vervalsingen bij de Israëlische politie, directeur van Keesing. Onder leiding van Simon Keesing ging het bedrijf zich ook richten op identiteitsverificatie. Het gaf boeken uit die vergelijkbaar waren met Contrefaçons et Falsifications, met echte paspoorten die ze hadden verkregen van de oorspronkelijke uitgever, en vervalsingen die door de autoriteiten waren ontdekt.
Om realistische afbeeldingen van de documenten te kunnen maken, bouwden ze een zwaar beveiligde drukkerij die in vijf kleuren kon drukken. In 1999 maakte Keesing een uitgebreide database met ID-documenten en bankbiljettenreferenties online beschikbaar, onder de naam DocumentChecker.
Van 2004 tot 2019 publiceerde Keesing het Keesing Journal of Documents and Identity, een tweemaandelijks gedrukt tijdschrift dat een breed scala aan onderwerpen behandelde met betrekking tot document- en bankbiljetverificatie.

## Softwarebedrijf
Tot aan de eeuwwisseling bleef Keesing een familiebedrijf. In 2001 trad Simon Keesing af als president-directeur en trok de familie Keesing zich terug uit de raad van bestuur. In 2006 kocht Telegraaf Media Group de aandelen van de familie en verwierf het een meerderheidsbelang. De verschillende onderdelen van Keesing gingen verder onder verschillende namen.
Keesing Media Group richtte zich op het uitgeven van de puzzelboeken. Keesing Reference Systems, de voorganger van Keesing Technologies, ging zich richten op document- en bankbiljetvalidatie. Het bedrijf veranderde van een uitgever naar een software- en serviceprovider, met producten als DocumentChecker, een uitgebreide database met bankbiljetten en identiteitsdocumenten, en AuthentiScan, een digitale manier om identiteiten te verifiëren.
In 2010 werd Keesing Reference Systems overgenomen door het Franse bedrijf Hologram Industries, het latere Surys. In 2019 nam IN Groupe zowel Surys als Keesing Technologies over.